# Coupe de l'AFC 2019
Navigation
Édition précédente Édition suivante
La Coupe de l'AFC 2019 est la 16e édition de la seconde plus prestigieuse des compétitions inter-clubs asiatiques. Les équipes se sont qualifiées par le biais de leur championnat respectif ou en remportant leur coupe nationale.
C'est le club libanais Al Ahed FC, qui remporte le trophée, après avoir battu les Nord-Coréens d'April 25. C'est le premier titre continental d'Al Ahed.
Le gardien d'Al Ahed Mehdi Khalil est sacré meilleur joueur de la compétition par l'AFC alors que l'Espagnol Bienvenido Marañón obtient le titre de meilleur buteur de l'épreuve avec un total de dix réalisations.

## Participants

### Classements des fédérations
Sur le modèle utilisé depuis l'édition 2017 où le Comité des compétitions de l'AFC recommande un nouveau format pour la Coupe de l'AFC en répartissant les participants en cinq zones (Asie de l'Ouest, Asie centrale, Asie du Sud, ASEAN et Asie de l'Est). Le vainqueur de la zone Ouest et le vainqueur d'un mini-tournoi entre les quatre autres zones se qualifieront pour la finale,.
Les 46 fédérations membres de l'AFC (à l'exception des Îles Mariannes du Nord qui ont un statut de membre associé) sont classées selon les performances de leurs sélections nationales et de leurs clubs au cours des quatre dernières années dans les compétitions organisées par l'AFC. Pour cette édition, c'est le classement du 15 décembre 2017 qui est utilisé.
| Participation à la Coupe de l'AFC 2019 | Participation à la Coupe de l'AFC 2019 |
| -------------------------------------- | -------------------------------------- |
|                                        | Participation                          |
|                                        | Non participation                      |

| Rang  | Rang  | Fédération membre | Points | Places           | Places   | Places            | Places   |
| Rang  | Rang  | Fédération membre | Points | Phase de groupes | Barrages | Barrages          | Barrages |
| Zone  | AFC   | Fédération membre | Points | Phase de groupes | Barrages | Tour préliminaire |          |
| ----- | ----- | ----------------- | ------ | ---------------- | -------- | ----------------- | -------- |
| 1     | 16    | Syrie             | 28.983 | 2                | 0        | 0                 |          |
| 2     | 18    | Jordanie          | 25.649 | 2                | 0        | 0                 |          |
| 3     | 19    | Koweït            | 24.798 | 2                | 0        | 0                 |          |
| 4     | 20    | Bahreïn           | 24.337 | 2                | 0        | 0                 |          |
| 5     | 22    | Liban             | 21.367 | 2                | 0        | 0                 |          |
| 6     | 27    | Oman              | 13.921 | 1                | 1        | 0                 |          |
| 7     | 29    | Palestine         | 10.552 | 0                | 1        | 0                 |          |
| —     | 34    | Yémen             | 3.358  | 0                | 0        | 0                 |          |
| Total | Total | Total             | Total  | 11               | 2        | 0                 |          |
| Total | Total | Total             | Total  | 11               | 2        |                   |          |
| Total | Total | Total             | Total  | 13               |          |                   |          |

| Rang  | Rang  | Fédération membre | Points | Places           | Places   | Places            | Places   |
| Rang  | Rang  | Fédération membre | Points | Phase de groupes | Barrages | Barrages          | Barrages |
| Zone  | AFC   | Fédération membre | Points | Phase de groupes | Barrages | Tour préliminaire |          |
| ----- | ----- | ----------------- | ------ | ---------------- | -------- | ----------------- | -------- |
| 1     | 12    | Tadjikistan       | 30.725 | 1                | 1        | 0                 |          |
| 2     | 26    | Turkménistan      | 14.163 | 1                | 0        | 1                 |          |
| 3     | 31    | Kirghizistan      | 5.680  | 1                | 0        | 1                 |          |
| —     | 37    | Afghanistan       | 2.454  | 0                | 0        | 0                 |          |
| Total | Total | Total             | Total  | 3                | 1        | 2                 |          |
| Total | Total | Total             | Total  | 3                | 3        |                   |          |
| Total | Total | Total             | Total  | 6                |          |                   |          |

| Rang  | Rang  | Fédération membre | Points | Places           | Places   | Places            | Places   |
| Rang  | Rang  | Fédération membre | Points | Phase de groupes | Barrages | Barrages          | Barrages |
| Zone  | AFC   | Fédération membre | Points | Phase de groupes | Barrages | Tour préliminaire |          |
| ----- | ----- | ----------------- | ------ | ---------------- | -------- | ----------------- | -------- |
| 1     | 15    | Inde              | 29.291 | 1                | 1        | 0                 |          |
| —     | 28    | Maldives          | 11.970 | 0                | 0        | 0                 |          |
| 2     | 33    | Bangladesh        | 3.365  | 1                | 0        | 0                 |          |
| 3     | 38    | Népal             | 1.228  | 1                | 0        | 0                 |          |
| 4     | 39    | Bhoutan           | 0.875  | 0                | 0        | 1                 |          |
| 5     | 44    | Sri Lanka         | 0.325  | 0                | 0        | 1                 |          |
| —     | 46    | Pakistan          | 0.188  | 0                | 0        | 0                 |          |
| Total | Total | Total             | Total  | 3                | 1        | 2                 |          |
| Total | Total | Total             | Total  | 3                | 3        |                   |          |
| Total | Total | Total             | Total  | 6                |          |                   |          |

| Rang  | Rang  | Fédération membre | Points | Places           | Places   | Places            | Places   |
| Rang  | Rang  | Fédération membre | Points | Phase de groupes | Barrages | Barrages          | Barrages |
| Zone  | AFC   | Fédération membre | Points | Phase de groupes | Barrages | Tour préliminaire |          |
| ----- | ----- | ----------------- | ------ | ---------------- | -------- | ----------------- | -------- |
| 1     | 17    | Viêt Nam          | 27.426 | 2                | 0        | 0                 |          |
| 2     | 21    | Philippines       | 21.405 | 2                | 0        | 0                 |          |
| 3     | 23    | Singapour         | 17.084 | 2                | 0        | 0                 |          |
| 4     | 24    | Indonésie         | 16.871 | 2                | 0        | 0                 |          |
| 5     | 25    | Birmanie          | 14.753 | 2                | 0        | 0                 |          |
| 6     | 32    | Laos              | 3.439  | 1                | 0        | 0                 |          |
| 7     | 35    | Cambodge          | 3.312  | 1                | 0        | 0                 |          |
| —     | 41    | Brunei            | 0.564  | 0                | 0        | 0                 |          |
| —     | 43    | Timor oriental    | 0.401  | 0                | 0        | 0                 |          |
| Total | Total | Total             | Total  | 12               | 0        | 0                 |          |
| Total | Total | Total             | Total  | 12               | 0        |                   |          |
| Total | Total | Total             | Total  | 12               |          |                   |          |

| Rang  | Rang  | Fédération membre | Points | Places           | Places   | Places            | Places   |
| Rang  | Rang  | Fédération membre | Points | Phase de groupes | Barrages | Barrages          | Barrages |
| Zone  | AFC   | Fédération membre | Points | Phase de groupes | Barrages | Tour préliminaire |          |
| ----- | ----- | ----------------- | ------ | ---------------- | -------- | ----------------- | -------- |
| 1     | 14    | Hong Kong         | 29.300 | 1                | 1        | 0                 |          |
| 2     | 30    | Corée du Nord     | 7.797  | 1                | 0        | 1                 |          |
| 3     | 36    | Taiwan            | 2.769  | 1                | 0        | 0                 |          |
| —     | 40    | Macao             | 0.815  | 0                | 0        | 0                 |          |
| —     | 42    | Guam              | 0.539  | 0                | 0        | 0                 |          |
| 4     | 45    | Mongolie          | 0.213  | 0                | 0        | 1                 |          |
| Total | Total | Total             | Total  | 3                | 1        | 2                 |          |
| Total | Total | Total             | Total  | 3                | 3        |                   |          |
| Total | Total | Total             | Total  | 6                |          |                   |          |

### Équipes participantes
Les 43 équipes suivantes provenant de 26 associations entrent dans la compétition. Les équipes en italique participent aux barrages de la Ligue des champions de l'AFC 2019 mais intègrent directement la phase de groupes de la Coupe de l'AFC si elles échouent à se qualifier en Ligue des champions. Si elles obtiennent leur qualification, elles sont remplacées par une autre équipe de leur fédération.
| Asie de l'ouest | Asie de l'ouest | Asie de l'ouest | Asie de l'ouest | Asie de l'ouest | Asie de l'ouest | Asie de l'ouest | Asie de l'ouest | Asie de l'ouest | Zone ASEAN | Zone ASEAN | Zone ASEAN | Zone ASEAN | Zone ASEAN | Zone ASEAN | Zone ASEAN | Zone ASEAN | Zone ASEAN |
| Phase de groupes | Phase de groupes | Phase de groupes | Phase de groupes | Phase de groupes | Phase de groupes | Phase de groupes | Phase de groupes | Phase de groupes | Phase de groupes | Phase de groupes | Phase de groupes | Phase de groupes | Phase de groupes | Phase de groupes | Phase de groupes | Phase de groupes | Phase de groupes |
| --- | --- | --- | --- | --- | --- | --- | --- | --- | --- | --- | --- | --- | --- | --- | --- | --- | --- |
| - Al Jaish Champion de Syrie en 2017-2018 et vainqueur de la Coupe de Syrie 2018 - Al Ittihad Vice-champion de Syrie en 2017-2018 - Al-Weehdat Champion de Jordanie en 2017-2018 - Al-Jazira Vainqueur de la Coupe de Jordanie 2018 et vice-champion de Jordanie en 2017-2018 - Koweït SC Champion du Koweït en 2017-2018 et vainqueur de la Coupe du Koweït 2018 - Qadsia SC Vice-champion du Koweït en 2017-2018 - Al Najma Club Vice-champion de Bahreïn en 2017-2018 et vainqueur de la coupe de Bahreïn 2017-2018 - Malkiya Club Quatrième de Bahreïn en 2017-2018 - Al Ahed Champion du Liban en 2017-2018 et vainqueur de la coupe du Liban 2017-2018 - Nejmeh SC Vice-champion du Liban en 2017-2018 - Al-Suwaiq Champion d'Oman en 2017-2018 | - Al Jaish Champion de Syrie en 2017-2018 et vainqueur de la Coupe de Syrie 2018 - Al Ittihad Vice-champion de Syrie en 2017-2018 - Al-Weehdat Champion de Jordanie en 2017-2018 - Al-Jazira Vainqueur de la Coupe de Jordanie 2018 et vice-champion de Jordanie en 2017-2018 - Koweït SC Champion du Koweït en 2017-2018 et vainqueur de la Coupe du Koweït 2018 - Qadsia SC Vice-champion du Koweït en 2017-2018 - Al Najma Club Vice-champion de Bahreïn en 2017-2018 et vainqueur de la coupe de Bahreïn 2017-2018 - Malkiya Club Quatrième de Bahreïn en 2017-2018 - Al Ahed Champion du Liban en 2017-2018 et vainqueur de la coupe du Liban 2017-2018 - Nejmeh SC Vice-champion du Liban en 2017-2018 - Al-Suwaiq Champion d'Oman en 2017-2018 | - Al Jaish Champion de Syrie en 2017-2018 et vainqueur de la Coupe de Syrie 2018 - Al Ittihad Vice-champion de Syrie en 2017-2018 - Al-Weehdat Champion de Jordanie en 2017-2018 - Al-Jazira Vainqueur de la Coupe de Jordanie 2018 et vice-champion de Jordanie en 2017-2018 - Koweït SC Champion du Koweït en 2017-2018 et vainqueur de la Coupe du Koweït 2018 - Qadsia SC Vice-champion du Koweït en 2017-2018 - Al Najma Club Vice-champion de Bahreïn en 2017-2018 et vainqueur de la coupe de Bahreïn 2017-2018 - Malkiya Club Quatrième de Bahreïn en 2017-2018 - Al Ahed Champion du Liban en 2017-2018 et vainqueur de la coupe du Liban 2017-2018 - Nejmeh SC Vice-champion du Liban en 2017-2018 - Al-Suwaiq Champion d'Oman en 2017-2018 | - Al Jaish Champion de Syrie en 2017-2018 et vainqueur de la Coupe de Syrie 2018 - Al Ittihad Vice-champion de Syrie en 2017-2018 - Al-Weehdat Champion de Jordanie en 2017-2018 - Al-Jazira Vainqueur de la Coupe de Jordanie 2018 et vice-champion de Jordanie en 2017-2018 - Koweït SC Champion du Koweït en 2017-2018 et vainqueur de la Coupe du Koweït 2018 - Qadsia SC Vice-champion du Koweït en 2017-2018 - Al Najma Club Vice-champion de Bahreïn en 2017-2018 et vainqueur de la coupe de Bahreïn 2017-2018 - Malkiya Club Quatrième de Bahreïn en 2017-2018 - Al Ahed Champion du Liban en 2017-2018 et vainqueur de la coupe du Liban 2017-2018 - Nejmeh SC Vice-champion du Liban en 2017-2018 - Al-Suwaiq Champion d'Oman en 2017-2018 | - Al Jaish Champion de Syrie en 2017-2018 et vainqueur de la Coupe de Syrie 2018 - Al Ittihad Vice-champion de Syrie en 2017-2018 - Al-Weehdat Champion de Jordanie en 2017-2018 - Al-Jazira Vainqueur de la Coupe de Jordanie 2018 et vice-champion de Jordanie en 2017-2018 - Koweït SC Champion du Koweït en 2017-2018 et vainqueur de la Coupe du Koweït 2018 - Qadsia SC Vice-champion du Koweït en 2017-2018 - Al Najma Club Vice-champion de Bahreïn en 2017-2018 et vainqueur de la coupe de Bahreïn 2017-2018 - Malkiya Club Quatrième de Bahreïn en 2017-2018 - Al Ahed Champion du Liban en 2017-2018 et vainqueur de la coupe du Liban 2017-2018 - Nejmeh SC Vice-champion du Liban en 2017-2018 - Al-Suwaiq Champion d'Oman en 2017-2018 | - Al Jaish Champion de Syrie en 2017-2018 et vainqueur de la Coupe de Syrie 2018 - Al Ittihad Vice-champion de Syrie en 2017-2018 - Al-Weehdat Champion de Jordanie en 2017-2018 - Al-Jazira Vainqueur de la Coupe de Jordanie 2018 et vice-champion de Jordanie en 2017-2018 - Koweït SC Champion du Koweït en 2017-2018 et vainqueur de la Coupe du Koweït 2018 - Qadsia SC Vice-champion du Koweït en 2017-2018 - Al Najma Club Vice-champion de Bahreïn en 2017-2018 et vainqueur de la coupe de Bahreïn 2017-2018 - Malkiya Club Quatrième de Bahreïn en 2017-2018 - Al Ahed Champion du Liban en 2017-2018 et vainqueur de la coupe du Liban 2017-2018 - Nejmeh SC Vice-champion du Liban en 2017-2018 - Al-Suwaiq Champion d'Oman en 2017-2018 | - Al Jaish Champion de Syrie en 2017-2018 et vainqueur de la Coupe de Syrie 2018 - Al Ittihad Vice-champion de Syrie en 2017-2018 - Al-Weehdat Champion de Jordanie en 2017-2018 - Al-Jazira Vainqueur de la Coupe de Jordanie 2018 et vice-champion de Jordanie en 2017-2018 - Koweït SC Champion du Koweït en 2017-2018 et vainqueur de la Coupe du Koweït 2018 - Qadsia SC Vice-champion du Koweït en 2017-2018 - Al Najma Club Vice-champion de Bahreïn en 2017-2018 et vainqueur de la coupe de Bahreïn 2017-2018 - Malkiya Club Quatrième de Bahreïn en 2017-2018 - Al Ahed Champion du Liban en 2017-2018 et vainqueur de la coupe du Liban 2017-2018 - Nejmeh SC Vice-champion du Liban en 2017-2018 - Al-Suwaiq Champion d'Oman en 2017-2018 | - Al Jaish Champion de Syrie en 2017-2018 et vainqueur de la Coupe de Syrie 2018 - Al Ittihad Vice-champion de Syrie en 2017-2018 - Al-Weehdat Champion de Jordanie en 2017-2018 - Al-Jazira Vainqueur de la Coupe de Jordanie 2018 et vice-champion de Jordanie en 2017-2018 - Koweït SC Champion du Koweït en 2017-2018 et vainqueur de la Coupe du Koweït 2018 - Qadsia SC Vice-champion du Koweït en 2017-2018 - Al Najma Club Vice-champion de Bahreïn en 2017-2018 et vainqueur de la coupe de Bahreïn 2017-2018 - Malkiya Club Quatrième de Bahreïn en 2017-2018 - Al Ahed Champion du Liban en 2017-2018 et vainqueur de la coupe du Liban 2017-2018 - Nejmeh SC Vice-champion du Liban en 2017-2018 - Al-Suwaiq Champion d'Oman en 2017-2018 | - Al Jaish Champion de Syrie en 2017-2018 et vainqueur de la Coupe de Syrie 2018 - Al Ittihad Vice-champion de Syrie en 2017-2018 - Al-Weehdat Champion de Jordanie en 2017-2018 - Al-Jazira Vainqueur de la Coupe de Jordanie 2018 et vice-champion de Jordanie en 2017-2018 - Koweït SC Champion du Koweït en 2017-2018 et vainqueur de la Coupe du Koweït 2018 - Qadsia SC Vice-champion du Koweït en 2017-2018 - Al Najma Club Vice-champion de Bahreïn en 2017-2018 et vainqueur de la coupe de Bahreïn 2017-2018 - Malkiya Club Quatrième de Bahreïn en 2017-2018 - Al Ahed Champion du Liban en 2017-2018 et vainqueur de la coupe du Liban 2017-2018 - Nejmeh SC Vice-champion du Liban en 2017-2018 - Al-Suwaiq Champion d'Oman en 2017-2018 | - Hanoi FC Champion du Viêt Nam en 2018 - Becamex Bình Dương Vainqueur de la Coupe du Viêt Nam 2018 - Ceres-Negros Champion des Philippines en 2018 - Kaya FC Vainqueur de la Coupe des Philippines 2018 - Home United Vice-champion de Singapour en 2018 - Tampines Rovers Quatrième de Singapour en 2018 - Persija Jakarta Champion d'Indonésie en 2018 - PSM Makassar Vice-champion d'Indonésie en 2018 - Yangon United Champion de Birmanie en 2018 et vainqueur de la Coupe de Birmanie 2018 - Shan United Vice-champion de Birmanie en 2018 - Lao Toyota Champion du Laos 2018 - Nagaworld FC Champion du Cambodge 2018 | - Hanoi FC Champion du Viêt Nam en 2018 - Becamex Bình Dương Vainqueur de la Coupe du Viêt Nam 2018 - Ceres-Negros Champion des Philippines en 2018 - Kaya FC Vainqueur de la Coupe des Philippines 2018 - Home United Vice-champion de Singapour en 2018 - Tampines Rovers Quatrième de Singapour en 2018 - Persija Jakarta Champion d'Indonésie en 2018 - PSM Makassar Vice-champion d'Indonésie en 2018 - Yangon United Champion de Birmanie en 2018 et vainqueur de la Coupe de Birmanie 2018 - Shan United Vice-champion de Birmanie en 2018 - Lao Toyota Champion du Laos 2018 - Nagaworld FC Champion du Cambodge 2018 | - Hanoi FC Champion du Viêt Nam en 2018 - Becamex Bình Dương Vainqueur de la Coupe du Viêt Nam 2018 - Ceres-Negros Champion des Philippines en 2018 - Kaya FC Vainqueur de la Coupe des Philippines 2018 - Home United Vice-champion de Singapour en 2018 - Tampines Rovers Quatrième de Singapour en 2018 - Persija Jakarta Champion d'Indonésie en 2018 - PSM Makassar Vice-champion d'Indonésie en 2018 - Yangon United Champion de Birmanie en 2018 et vainqueur de la Coupe de Birmanie 2018 - Shan United Vice-champion de Birmanie en 2018 - Lao Toyota Champion du Laos 2018 - Nagaworld FC Champion du Cambodge 2018 | - Hanoi FC Champion du Viêt Nam en 2018 - Becamex Bình Dương Vainqueur de la Coupe du Viêt Nam 2018 - Ceres-Negros Champion des Philippines en 2018 - Kaya FC Vainqueur de la Coupe des Philippines 2018 - Home United Vice-champion de Singapour en 2018 - Tampines Rovers Quatrième de Singapour en 2018 - Persija Jakarta Champion d'Indonésie en 2018 - PSM Makassar Vice-champion d'Indonésie en 2018 - Yangon United Champion de Birmanie en 2018 et vainqueur de la Coupe de Birmanie 2018 - Shan United Vice-champion de Birmanie en 2018 - Lao Toyota Champion du Laos 2018 - Nagaworld FC Champion du Cambodge 2018 | - Hanoi FC Champion du Viêt Nam en 2018 - Becamex Bình Dương Vainqueur de la Coupe du Viêt Nam 2018 - Ceres-Negros Champion des Philippines en 2018 - Kaya FC Vainqueur de la Coupe des Philippines 2018 - Home United Vice-champion de Singapour en 2018 - Tampines Rovers Quatrième de Singapour en 2018 - Persija Jakarta Champion d'Indonésie en 2018 - PSM Makassar Vice-champion d'Indonésie en 2018 - Yangon United Champion de Birmanie en 2018 et vainqueur de la Coupe de Birmanie 2018 - Shan United Vice-champion de Birmanie en 2018 - Lao Toyota Champion du Laos 2018 - Nagaworld FC Champion du Cambodge 2018 | - Hanoi FC Champion du Viêt Nam en 2018 - Becamex Bình Dương Vainqueur de la Coupe du Viêt Nam 2018 - Ceres-Negros Champion des Philippines en 2018 - Kaya FC Vainqueur de la Coupe des Philippines 2018 - Home United Vice-champion de Singapour en 2018 - Tampines Rovers Quatrième de Singapour en 2018 - Persija Jakarta Champion d'Indonésie en 2018 - PSM Makassar Vice-champion d'Indonésie en 2018 - Yangon United Champion de Birmanie en 2018 et vainqueur de la Coupe de Birmanie 2018 - Shan United Vice-champion de Birmanie en 2018 - Lao Toyota Champion du Laos 2018 - Nagaworld FC Champion du Cambodge 2018 | - Hanoi FC Champion du Viêt Nam en 2018 - Becamex Bình Dương Vainqueur de la Coupe du Viêt Nam 2018 - Ceres-Negros Champion des Philippines en 2018 - Kaya FC Vainqueur de la Coupe des Philippines 2018 - Home United Vice-champion de Singapour en 2018 - Tampines Rovers Quatrième de Singapour en 2018 - Persija Jakarta Champion d'Indonésie en 2018 - PSM Makassar Vice-champion d'Indonésie en 2018 - Yangon United Champion de Birmanie en 2018 et vainqueur de la Coupe de Birmanie 2018 - Shan United Vice-champion de Birmanie en 2018 - Lao Toyota Champion du Laos 2018 - Nagaworld FC Champion du Cambodge 2018 | - Hanoi FC Champion du Viêt Nam en 2018 - Becamex Bình Dương Vainqueur de la Coupe du Viêt Nam 2018 - Ceres-Negros Champion des Philippines en 2018 - Kaya FC Vainqueur de la Coupe des Philippines 2018 - Home United Vice-champion de Singapour en 2018 - Tampines Rovers Quatrième de Singapour en 2018 - Persija Jakarta Champion d'Indonésie en 2018 - PSM Makassar Vice-champion d'Indonésie en 2018 - Yangon United Champion de Birmanie en 2018 et vainqueur de la Coupe de Birmanie 2018 - Shan United Vice-champion de Birmanie en 2018 - Lao Toyota Champion du Laos 2018 - Nagaworld FC Champion du Cambodge 2018 | - Hanoi FC Champion du Viêt Nam en 2018 - Becamex Bình Dương Vainqueur de la Coupe du Viêt Nam 2018 - Ceres-Negros Champion des Philippines en 2018 - Kaya FC Vainqueur de la Coupe des Philippines 2018 - Home United Vice-champion de Singapour en 2018 - Tampines Rovers Quatrième de Singapour en 2018 - Persija Jakarta Champion d'Indonésie en 2018 - PSM Makassar Vice-champion d'Indonésie en 2018 - Yangon United Champion de Birmanie en 2018 et vainqueur de la Coupe de Birmanie 2018 - Shan United Vice-champion de Birmanie en 2018 - Lao Toyota Champion du Laos 2018 - Nagaworld FC Champion du Cambodge 2018 |
| Tour de barrages | | | | | | | | | | | | | | | | | |
| - Al Nasr Vainqueur de la Coupe d'Oman en 2017-2018 - Hilal Al-Quds Champion de Palestine en 2017-2018 | | | | | | | | | | | | | | | | | |

| Asie centrale | Asie centrale | Asie centrale | Asie centrale | Asie centrale | Asie centrale | Asie centrale | Asie centrale | Asie centrale | Asie du Sud | Asie du Sud | Asie du Sud | Asie du Sud | Asie du Sud | Asie du Sud | Asie du Sud | Asie du Sud | Asie du Sud | Asie de l'Est | Asie de l'Est | Asie de l'Est | Asie de l'Est | Asie de l'Est | Asie de l'Est | Asie de l'Est | Asie de l'Est | Asie de l'Est |
| Phase de groupes | Phase de groupes | Phase de groupes | Phase de groupes | Phase de groupes | Phase de groupes | Phase de groupes | Phase de groupes | Phase de groupes | Phase de groupes | Phase de groupes | Phase de groupes | Phase de groupes | Phase de groupes | Phase de groupes | Phase de groupes | Phase de groupes | Phase de groupes | Phase de groupes | Phase de groupes | Phase de groupes | Phase de groupes | Phase de groupes | Phase de groupes | Phase de groupes | Phase de groupes | Phase de groupes |
| --- | --- | --- | --- | --- | --- | --- | --- | --- | --- | --- | --- | --- | --- | --- | --- | --- | --- | --- | --- | --- | --- | --- | --- | --- | --- | --- |
| - Istiqlol Douchanbé Champion du Tadjikistan en 2018 et vainqueur de la Coupe du Tadjikistan 2018 - FK Altyn Asyr Champion du Turkménistan en 2018 - Dordoi Bichkek Champion du Kirghizistan en 2018 et vainqueur de la Coupe du Kirghizistan 2018 | - Istiqlol Douchanbé Champion du Tadjikistan en 2018 et vainqueur de la Coupe du Tadjikistan 2018 - FK Altyn Asyr Champion du Turkménistan en 2018 - Dordoi Bichkek Champion du Kirghizistan en 2018 et vainqueur de la Coupe du Kirghizistan 2018 | - Istiqlol Douchanbé Champion du Tadjikistan en 2018 et vainqueur de la Coupe du Tadjikistan 2018 - FK Altyn Asyr Champion du Turkménistan en 2018 - Dordoi Bichkek Champion du Kirghizistan en 2018 et vainqueur de la Coupe du Kirghizistan 2018 | - Istiqlol Douchanbé Champion du Tadjikistan en 2018 et vainqueur de la Coupe du Tadjikistan 2018 - FK Altyn Asyr Champion du Turkménistan en 2018 - Dordoi Bichkek Champion du Kirghizistan en 2018 et vainqueur de la Coupe du Kirghizistan 2018 | - Istiqlol Douchanbé Champion du Tadjikistan en 2018 et vainqueur de la Coupe du Tadjikistan 2018 - FK Altyn Asyr Champion du Turkménistan en 2018 - Dordoi Bichkek Champion du Kirghizistan en 2018 et vainqueur de la Coupe du Kirghizistan 2018 | - Istiqlol Douchanbé Champion du Tadjikistan en 2018 et vainqueur de la Coupe du Tadjikistan 2018 - FK Altyn Asyr Champion du Turkménistan en 2018 - Dordoi Bichkek Champion du Kirghizistan en 2018 et vainqueur de la Coupe du Kirghizistan 2018 | - Istiqlol Douchanbé Champion du Tadjikistan en 2018 et vainqueur de la Coupe du Tadjikistan 2018 - FK Altyn Asyr Champion du Turkménistan en 2018 - Dordoi Bichkek Champion du Kirghizistan en 2018 et vainqueur de la Coupe du Kirghizistan 2018 | - Istiqlol Douchanbé Champion du Tadjikistan en 2018 et vainqueur de la Coupe du Tadjikistan 2018 - FK Altyn Asyr Champion du Turkménistan en 2018 - Dordoi Bichkek Champion du Kirghizistan en 2018 et vainqueur de la Coupe du Kirghizistan 2018 | - Istiqlol Douchanbé Champion du Tadjikistan en 2018 et vainqueur de la Coupe du Tadjikistan 2018 - FK Altyn Asyr Champion du Turkménistan en 2018 - Dordoi Bichkek Champion du Kirghizistan en 2018 et vainqueur de la Coupe du Kirghizistan 2018 | - Minerva Punjab Champion d'Inde en 2017-2018 - Abahani Limited Dhaka Champion du Bangladesh en 2017-2018 - Manang Marsyangdi Club Champion du Népal en 2018-2019 | - Minerva Punjab Champion d'Inde en 2017-2018 - Abahani Limited Dhaka Champion du Bangladesh en 2017-2018 - Manang Marsyangdi Club Champion du Népal en 2018-2019 | - Minerva Punjab Champion d'Inde en 2017-2018 - Abahani Limited Dhaka Champion du Bangladesh en 2017-2018 - Manang Marsyangdi Club Champion du Népal en 2018-2019 | - Minerva Punjab Champion d'Inde en 2017-2018 - Abahani Limited Dhaka Champion du Bangladesh en 2017-2018 - Manang Marsyangdi Club Champion du Népal en 2018-2019 | - Minerva Punjab Champion d'Inde en 2017-2018 - Abahani Limited Dhaka Champion du Bangladesh en 2017-2018 - Manang Marsyangdi Club Champion du Népal en 2018-2019 | - Minerva Punjab Champion d'Inde en 2017-2018 - Abahani Limited Dhaka Champion du Bangladesh en 2017-2018 - Manang Marsyangdi Club Champion du Népal en 2018-2019 | - Minerva Punjab Champion d'Inde en 2017-2018 - Abahani Limited Dhaka Champion du Bangladesh en 2017-2018 - Manang Marsyangdi Club Champion du Népal en 2018-2019 | - Minerva Punjab Champion d'Inde en 2017-2018 - Abahani Limited Dhaka Champion du Bangladesh en 2017-2018 - Manang Marsyangdi Club Champion du Népal en 2018-2019 | - Minerva Punjab Champion d'Inde en 2017-2018 - Abahani Limited Dhaka Champion du Bangladesh en 2017-2018 - Manang Marsyangdi Club Champion du Népal en 2018-2019 | - Kitchee SC Champion de Hong Kong en 2017-2018 - April 25 SC Champion de Corée du Nord en 2017-2018 - Hang Yuen Troisième du championnat de Taïwan en 2018 | - Kitchee SC Champion de Hong Kong en 2017-2018 - April 25 SC Champion de Corée du Nord en 2017-2018 - Hang Yuen Troisième du championnat de Taïwan en 2018 | - Kitchee SC Champion de Hong Kong en 2017-2018 - April 25 SC Champion de Corée du Nord en 2017-2018 - Hang Yuen Troisième du championnat de Taïwan en 2018 | - Kitchee SC Champion de Hong Kong en 2017-2018 - April 25 SC Champion de Corée du Nord en 2017-2018 - Hang Yuen Troisième du championnat de Taïwan en 2018 | - Kitchee SC Champion de Hong Kong en 2017-2018 - April 25 SC Champion de Corée du Nord en 2017-2018 - Hang Yuen Troisième du championnat de Taïwan en 2018 | - Kitchee SC Champion de Hong Kong en 2017-2018 - April 25 SC Champion de Corée du Nord en 2017-2018 - Hang Yuen Troisième du championnat de Taïwan en 2018 | - Kitchee SC Champion de Hong Kong en 2017-2018 - April 25 SC Champion de Corée du Nord en 2017-2018 - Hang Yuen Troisième du championnat de Taïwan en 2018 | - Kitchee SC Champion de Hong Kong en 2017-2018 - April 25 SC Champion de Corée du Nord en 2017-2018 - Hang Yuen Troisième du championnat de Taïwan en 2018 | - Kitchee SC Champion de Hong Kong en 2017-2018 - April 25 SC Champion de Corée du Nord en 2017-2018 - Hang Yuen Troisième du championnat de Taïwan en 2018 |
| Tour de barrages | | | | | | | | | | | | | | | | | | | | | | | | | | |
| - FK Khodjent Vice-champion du Tadjikistan en 2018 | - FK Khodjent Vice-champion du Tadjikistan en 2018 | - FK Khodjent Vice-champion du Tadjikistan en 2018 | - FK Khodjent Vice-champion du Tadjikistan en 2018 | - FK Khodjent Vice-champion du Tadjikistan en 2018 | - FK Khodjent Vice-champion du Tadjikistan en 2018 | - FK Khodjent Vice-champion du Tadjikistan en 2018 | - FK Khodjent Vice-champion du Tadjikistan en 2018 | - FK Khodjent Vice-champion du Tadjikistan en 2018 | - Chennaiyin FC Champion de l'Indian Super League en 2017-2018 | - Chennaiyin FC Champion de l'Indian Super League en 2017-2018 | - Chennaiyin FC Champion de l'Indian Super League en 2017-2018 | - Chennaiyin FC Champion de l'Indian Super League en 2017-2018 | - Chennaiyin FC Champion de l'Indian Super League en 2017-2018 | - Chennaiyin FC Champion de l'Indian Super League en 2017-2018 | - Chennaiyin FC Champion de l'Indian Super League en 2017-2018 | - Chennaiyin FC Champion de l'Indian Super League en 2017-2018 | - Chennaiyin FC Champion de l'Indian Super League en 2017-2018 | - Tai Po Football Club Vice-champion de Hong Kong en 2017-2018                                                                                              | - Tai Po Football Club Vice-champion de Hong Kong en 2017-2018                                                                                              | - Tai Po Football Club Vice-champion de Hong Kong en 2017-2018                                                                                              | - Tai Po Football Club Vice-champion de Hong Kong en 2017-2018                                                                                              | - Tai Po Football Club Vice-champion de Hong Kong en 2017-2018                                                                                              | - Tai Po Football Club Vice-champion de Hong Kong en 2017-2018                                                                                              | - Tai Po Football Club Vice-champion de Hong Kong en 2017-2018                                                                                              | - Tai Po Football Club Vice-champion de Hong Kong en 2017-2018                                                                                              | - Tai Po Football Club Vice-champion de Hong Kong en 2017-2018                                                                                              |
| Tour préliminaire | | | | | | | | | | | | | | | | | | | | | | | | | | |
| - FK Ahal Änew Vice-champion du Turkménistan en 2018 - FC Alay Och Vice-champion du Kirghizistan en 2018 | - FK Ahal Änew Vice-champion du Turkménistan en 2018 - FC Alay Och Vice-champion du Kirghizistan en 2018 | - FK Ahal Änew Vice-champion du Turkménistan en 2018 - FC Alay Och Vice-champion du Kirghizistan en 2018 | - FK Ahal Änew Vice-champion du Turkménistan en 2018 - FC Alay Och Vice-champion du Kirghizistan en 2018 | - FK Ahal Änew Vice-champion du Turkménistan en 2018 - FC Alay Och Vice-champion du Kirghizistan en 2018 | - FK Ahal Änew Vice-champion du Turkménistan en 2018 - FC Alay Och Vice-champion du Kirghizistan en 2018 | - FK Ahal Änew Vice-champion du Turkménistan en 2018 - FC Alay Och Vice-champion du Kirghizistan en 2018 | - FK Ahal Änew Vice-champion du Turkménistan en 2018 - FC Alay Och Vice-champion du Kirghizistan en 2018 | - FK Ahal Änew Vice-champion du Turkménistan en 2018 - FC Alay Och Vice-champion du Kirghizistan en 2018 | - Transport United Champion du Bhoutan en 2018 - Colombo FC Champion du Sri Lanka en 2017-2018                                                                    | - Transport United Champion du Bhoutan en 2018 - Colombo FC Champion du Sri Lanka en 2017-2018                                                                    | - Transport United Champion du Bhoutan en 2018 - Colombo FC Champion du Sri Lanka en 2017-2018                                                                    | - Transport United Champion du Bhoutan en 2018 - Colombo FC Champion du Sri Lanka en 2017-2018                                                                    | - Transport United Champion du Bhoutan en 2018 - Colombo FC Champion du Sri Lanka en 2017-2018                                                                    | - Transport United Champion du Bhoutan en 2018 - Colombo FC Champion du Sri Lanka en 2017-2018                                                                    | - Transport United Champion du Bhoutan en 2018 - Colombo FC Champion du Sri Lanka en 2017-2018                                                                    | - Transport United Champion du Bhoutan en 2018 - Colombo FC Champion du Sri Lanka en 2017-2018                                                                    | - Transport United Champion du Bhoutan en 2018 - Colombo FC Champion du Sri Lanka en 2017-2018                                                                    | - Ryomyong SC Vainqueur de la Coupe de Corée du Nord 2018 - Erchim Champion de Mongolie en 2018                                                             | - Ryomyong SC Vainqueur de la Coupe de Corée du Nord 2018 - Erchim Champion de Mongolie en 2018                                                             | - Ryomyong SC Vainqueur de la Coupe de Corée du Nord 2018 - Erchim Champion de Mongolie en 2018                                                             | - Ryomyong SC Vainqueur de la Coupe de Corée du Nord 2018 - Erchim Champion de Mongolie en 2018                                                             | - Ryomyong SC Vainqueur de la Coupe de Corée du Nord 2018 - Erchim Champion de Mongolie en 2018                                                             | - Ryomyong SC Vainqueur de la Coupe de Corée du Nord 2018 - Erchim Champion de Mongolie en 2018                                                             | - Ryomyong SC Vainqueur de la Coupe de Corée du Nord 2018 - Erchim Champion de Mongolie en 2018                                                             | - Ryomyong SC Vainqueur de la Coupe de Corée du Nord 2018 - Erchim Champion de Mongolie en 2018                                                             | - Ryomyong SC Vainqueur de la Coupe de Corée du Nord 2018 - Erchim Champion de Mongolie en 2018                                                             |

## Calendrier
Le calendrier de la compétition est le suivant. Ce dernier étant différent selon les zones géographiques, C sera utilisé pour l'Asie centrale, O pour l'Asie de l'Ouest, A pour la zone ASEAN, S pour l'Asie du Sud et E pour l'Asie de l'Est.
| Nom                                                         | Tirage au sort     | Date aller | Date retour                      | Équipes participantes | Équipes restantes  |
| Phase préliminaire                                          | Phase préliminaire | Phase préliminaire | Phase préliminaire               | Phase préliminaire    | Phase préliminaire |
| ----------------------------------------------------------- | ------------------ | --- | -------------------------------- | --------------------- | ------------------ |
| Tour préliminaire                                           |                    | 20 février (C, S, E) | 27 février (C, S, E)             | 8                     | 4                  |
| Tour de barrages                                            |                    | 5 février (O) 6 mars (C, S, E) | 12 février (O) 13 mars (C, S, E) | 10                    | 5                  |
| Phase de groupes                                            |                    | |                                  |                       |                    |
| Journée 1 Journée 2 Journée 3 Journée 4 Journée 5 Journée 6 | 22 novembre 2018   | 25-27 février (O, A), 3 avril (C, S, E) 11-13 mars (O, A), 17 avril (C, S, E) 1-3 avril et 3 mai (O, A), 30 avril-1er mai (C, S, E) 15-17-23 avril et 6 mai (O, A), 15 mai (C, S, E) 29 avril-1er mai (O, A), 19 juin (C, S, E) 13-15 mai (O, A), 26 juin (C, S, E) |                                  | 36                    | 36 à 11            |
| Phase finale                                                |                    | |                                  |                       |                    |
| Demi-finales de zone                                        | 22 novembre 2018   | 17-19 juin (O, A) | 24-26 juin (O, A)                | 8                     | 8 à 4              |
| Finales de zone                                             | 2 juillet 2019     | 31 juillet (A), 24 septembre (O) | 7 août (O), (1er octobre A)      | 4                     | 4 à 2              |
| Demi-finales inter-zones                                    | 2 juillet 2019     | 20-21 août | 27-28 août                       | 4                     | 4 à 2              |
| Finale inter-zones                                          | 2 juillet 2019     | 25 septembre | 2 octobre                        | 2                     | 2 à 1              |
| Finale                                                      | 2 juillet 2019     | 4 novembre | 4 novembre                       | 2                     | 2 à 1              |

## Résultats

### Tour préliminaire
Asie centrale
| Équipe 1    | Résultat | Équipe 2     | Aller | Retour |
| ----------- | -------- | ------------ | ----- | ------ |
| FC Alay Och | 1 - 3    | FK Ahal Änew | 1-2   | 0-1    |

Asie du Sud
| Équipe 1   | Résultat | Équipe 2         | Aller | Retour |
| ---------- | -------- | ---------------- | ----- | ------ |
| Colombo FC | 9 - 2    | Transport United | 7-1   | 2-1    |

Asie de l'Est
| Équipe 1 | Résultat | Équipe 2    | Aller | Retour |
| -------- | -------- | ----------- | ----- | ------ |
| Erchim   | 0 - 6    | Ryomyong SC | 0-3   | 0-3    |

### Barrages
Asie de l'Ouest
| Équipe 1      | Résultat | Équipe 2 | Aller | Retour |
| ------------- | -------- | -------- | ----- | ------ |
| Hilal Al-Quds | 3 - 1    | Al Nasr  | 2-1   | 1-0    |

Asie centrale
| Équipe 1     | Résultat | Équipe 2    | Aller | Retour |
| ------------ | -------- | ----------- | ----- | ------ |
| FK Ahal Änew | 1 - 1    | FK Khodjent | 1-1   | 0-0    |

Asie du Sud
| Équipe 1   | Résultat | Équipe 2      | Aller | Retour |
| ---------- | -------- | ------------- | ----- | ------ |
| Colombo FC | 0 - 1    | Chennaiyin FC | 0-0   | 0-1    |

Asie de l'Est
| Équipe 1    | Résultat               | Équipe 2     | Aller | Retour    |
| ----------- | ---------------------- | ------------ | ----- | --------- |
| Ryomyong SC | 0 - 0 t. a. b. (3 - 5) | Wofoo Tai Po | 0-0   | 0-0 a. p. |

### Phase de groupes
Le tirage au sort pour la phase de groupes se tient le 22 novembre 2018. Les 36 équipes participantes sont réparties en neuf groupes de quatre : trois groupes pour les zones Ouest et ASEAN et un groupe pour chacune des autres zones, à savoir l'Asie centrale, l'Asie du Sud et l'Asie de l'Est.
- Les vainqueurs et le meilleur second des groupes des zones Ouest et ASEAN se qualifient pour les demi-finales de zone.
- Les vainqueurs des groupes Asie centrale, Asie du Sud et Asie de l'Est se qualifient pour les demi-finales inter-zones.

Légende des résultats
- Victoire à domicile
- Match nul
- Victoire à l'extérieur

#### Groupe A
| Rang | Équipe        | Pts | J | G | N | P | Bp | Bc | Diff |  | Résultats (▼ dom., ► ext.) |     |     |     |     |
| ---- | ------------- | --- | - | - | - | - | -- | -- | ---- |  | -------------------------- | --- | --- | --- | --- |
| 1    | Al-Weehdat    | 13  | 6 | 4 | 1 | 1 | 12 | 4  | +8   |  | Al-Weehdat                 |     | 1-1 | 2-0 | 1-0 |
| 2    | Al Jaish      | 10  | 6 | 2 | 4 | 0 | 6  | 4  | +2   |  | Al Jaish                   | 1-0 |     | 1-1 | 2-2 |
| 3    | Hilal Al-Quds | 8   | 6 | 2 | 2 | 2 | 7  | 11 | -4   |  | Hilal Al-Quds              | 2-6 | 0-0 |     | 2-1 |
| 4    | Nejmeh SC     | 1   | 6 | 0 | 1 | 5 | 4  | 10 | -6   |  | Nejmeh SC                  | 0-2 | 0-1 | 1-2 |     |

#### Groupe B
| Rang | Équipe        | Pts | J | G | N | P | Bp | Bc | Diff |  | Résultats (▼ dom., ► ext.) |     |     |     |     |
| ---- | ------------- | --- | - | - | - | - | -- | -- | ---- |  | -------------------------- | --- | --- | --- | --- |
| 1    | Al-Jazira     | 16  | 6 | 5 | 1 | 0 | 13 | 2  | +11  |  | Al-Jazira                  |     | 1-0 | 3-0 | 4-0 |
| 2    | Koweït SC     | 10  | 6 | 3 | 1 | 2 | 6  | 4  | +2   |  | Koweït SC                  | 1-2 |     | 2-1 | 0-0 |
| 3    | Al Najma Club | 7   | 6 | 2 | 1 | 3 | 6  | 9  | -3   |  | Al Najma Club              | 1-1 | 0-1 |     | 2-1 |
| 4    | Al Ittihad    | 1   | 6 | 0 | 1 | 5 | 2  | 12 | -10  |  | Al Ittihad                 | 0-2 | 0-2 | 1-2 |     |

#### Groupe C
| Rang | Équipe       | Pts | J | G | N | P | Bp | Bc | Diff |  | Résultats (▼ dom., ► ext.) |     |     |     |     |
| ---- | ------------ | --- | - | - | - | - | -- | -- | ---- |  | -------------------------- | --- | --- | --- | --- |
| 1    | Al Ahed      | 14  | 6 | 4 | 2 | 0 | 8  | 3  | +5   |  | Al Ahed                    |     | 2-1 | 0-0 | 4-2 |
| 2    | Malkiya Club | 8   | 6 | 2 | 2 | 2 | 8  | 8  | 0    |  | Malkiya Club               | 0-0 |     | 1-2 | 2-2 |
| 3    | Qadsia SC    | 7   | 6 | 2 | 1 | 3 | 6  | 6  | 0    |  | Qadsia SC                  | 0-1 | 1-2 |     | 2-0 |
| 4    | Al-Suwaiq    | 4   | 6 | 1 | 1 | 4 | 7  | 12 | -5   |  | Al-Suwaiq                  | 0-1 | 1-2 | 2-1 |     |

#### Groupe D
| Rang | Équipe             | Pts | J | G | N | P | Bp | Bc | Diff |  | Résultats (▼ dom., ► ext.) |     |     |     |     |
| ---- | ------------------ | --- | - | - | - | - | -- | -- | ---- |  | -------------------------- | --- | --- | --- | --- |
| 1    | FK Altyn Asyr      | 10  | 6 | 2 | 4 | 0 | 7  | 4  | +3   |  | FK Altyn Asyr              |     | 1-1 | 3-1 | 1-0 |
| 2    | Istiqlol Douchanbé | 8   | 6 | 2 | 2 | 2 | 12 | 8  | +4   |  | Istiqlol Douchanbé         | 1-1 |     | 4-1 | 3-0 |
| 3    | Dordoi Bichkek     | 7   | 6 | 2 | 1 | 3 | 9  | 12 | -3   |  | Dordoi Bichkek             | 1-1 | 2-1 |     | 3-0 |
| 4    | FK Khodjent        | 7   | 6 | 2 | 1 | 3 | 6  | 10 | -4   |  | FK Khodjent                | 0-0 | 3-2 | 3-1 |     |

#### Groupe E
| Rang | Équipe                 | Pts | J | G | N | P | Bp | Bc | Diff |  | Résultats (▼ dom., ► ext.) |     |     |     | Drapeau du Népal |
| ---- | ---------------------- | --- | - | - | - | - | -- | -- | ---- |  | -------------------------- | --- | --- | --- | ---------------- |
| 1    | Abahani Limited Dhaka  | 13  | 6 | 4 | 1 | 1 | 12 | 5  | +7   |  | Abahani Limited Dhaka      |     | 3-2 | 2-2 | 5-0              |
| 2    | Chennaiyin FC          | 11  | 6 | 3 | 2 | 1 | 9  | 6  | +3   |  | Chennaiyin FC              | 1-0 |     | 0-0 | 2-0              |
| 3    | Minerva Punjab         | 5   | 6 | 0 | 5 | 1 | 6  | 7  | -1   |  | Minerva Punjab             | 0-1 | 1-1 |     | 2-2              |
| 4    | Manang Marsyangdi Club | 2   | 6 | 0 | 2 | 4 | 5  | 14 | -9   |  | Manang Marsyangdi Club     | 0-1 | 2-3 | 1-1 |                  |

#### Groupe F
| Rang | Équipe          | Pts | J | G | N | P | Bp | Bc | Diff |  | Résultats (▼ dom., ► ext.) |     |     |     |      |
| ---- | --------------- | --- | - | - | - | - | -- | -- | ---- |  | -------------------------- | --- | --- | --- | ---- |
| 1    | Hanoi FC        | 13  | 6 | 4 | 1 | 1 | 23 | 5  | +18  |  | Hanoi FC                   |     | 2-0 | 0-1 | 10-0 |
| 2    | Tampines Rovers | 13  | 6 | 4 | 1 | 1 | 17 | 10 | +7   |  | Tampines Rovers            | 1-1 |     | 4-3 | 4-2  |
| 3    | Yangon United   | 6   | 6 | 2 | 0 | 4 | 10 | 14 | -4   |  | Yangon United              | 2-5 | 1-3 |     | 2-0  |
| 4    | Nagaworld FC    | 3   | 6 | 1 | 0 | 5 | 6  | 27 | -21  |  | Nagaworld FC               | 1-5 | 1-5 | 2-1 |      |

#### Groupe G
| Rang | Équipe             | Pts | J | G | N | P | Bp | Bc | Diff |  | Résultats (▼ dom., ► ext.) |     |     |     |     |
| ---- | ------------------ | --- | - | - | - | - | -- | -- | ---- |  | -------------------------- | --- | --- | --- | --- |
| 1    | Ceres-Negros FC    | 15  | 6 | 5 | 0 | 1 | 15 | 6  | +9   |  | Ceres-Negros FC            |     | 0-1 | 1-0 | 3-2 |
| 2    | Becamex Bình Dương | 13  | 6 | 4 | 1 | 1 | 13 | 5  | +8   |  | Becamex Bình Dương         | 1-3 |     | 3-1 | 6-0 |
| 3    | Persija Jakarta    | 7   | 6 | 2 | 1 | 3 | 12 | 9  | +3   |  | Persija Jakarta            | 2-3 | 0-0 |     | 6-1 |
| 4    | Shan United        | 0   | 6 | 0 | 0 | 6 | 5  | 25 | -20  |  | Shan United                | 0-5 | 1-2 | 1-3 |     |

#### Groupe H
| Rang | Équipe       | Pts | J | G | N | P | Bp | Bc | Diff |  | Résultats (▼ dom., ► ext.) |     |     |     |     |
| ---- | ------------ | --- | - | - | - | - | -- | -- | ---- |  | -------------------------- | --- | --- | --- | --- |
| 1    | PSM Makassar | 14  | 6 | 4 | 2 | 0 | 17 | 8  | +9   |  | PSM Makassar               |     | 3-2 | 1-1 | 7-3 |
| 2    | Home United  | 10  | 6 | 3 | 1 | 2 | 9  | 11 | -2   |  | Home United                | 1-1 |     | 2-0 | 1-0 |
| 3    | Kaya FC      | 8   | 6 | 2 | 2 | 2 | 13 | 7  | +6   |  | Kaya FC                    | 1-2 | 5-0 |     | 5-1 |
| 4    | Lao Toyota   | 1   | 6 | 0 | 1 | 5 | 7  | 20 | -13  |  | Lao Toyota                 | 0-3 | 2-3 | 1-1 |     |

#### Groupe I
| Rang | Équipe       | Pts | J | G | N | P | Bp | Bc | Diff |  | Résultats (▼ dom., ► ext.) |     |     |     |     |
| ---- | ------------ | --- | - | - | - | - | -- | -- | ---- |  | -------------------------- | --- | --- | --- | --- |
| 1    | April 25 SC  | 15  | 6 | 5 | 0 | 1 | 17 | 2  | +15  |  | April 25 SC                |     | 2-0 | 4-0 | 5-0 |
| 2    | Kitchee SC   | 10  | 6 | 3 | 1 | 2 | 11 | 11 | 0    |  | Kitchee SC                 | 1-0 |     | 2-4 | 3-0 |
| 3    | Wofoo Tai Po | 8   | 6 | 2 | 2 | 2 | 13 | 15 | -2   |  | Wofoo Tai Po               | 1-3 | 3-3 |     | 4-2 |
| 4    | Hang Yuen    | 1   | 6 | 0 | 1 | 5 | 4  | 18 | -14  |  | Hang Yuen                  | 0-3 | 1-2 | 1-1 |     |

#### Classement des meilleurs deuxièmes
Les équipes ayant terminé à la deuxième place des groupes A, B et C d'une part et des groupes F, G et H d'autre part sont classées afin de déterminer les deux derniers qualifiés pour la phase finale.
| Rang | Équipe       | Pts | J | G | N | P | Bp | Bc | Diff |
| ---- | ------------ | --- | - | - | - | - | -- | -- | ---- |
| 1    | Al Jaish     | 10  | 6 | 2 | 4 | 0 | 6  | 4  | +2   |
| 2    | Koweït SC    | 10  | 6 | 3 | 1 | 2 | 6  | 4  | +2   |
| 3    | Malkiya Club | 8   | 6 | 2 | 2 | 2 | 8  | 8  | 0    |

| Rang | Équipe             | Pts | J | G | N | P | Bp | Bc | Diff |
| ---- | ------------------ | --- | - | - | - | - | -- | -- | ---- |
| 1    | Becamex Bình Dương | 13  | 6 | 4 | 1 | 1 | 13 | 5  | +8   |
| 2    | Tampines Rovers    | 13  | 6 | 4 | 1 | 1 | 17 | 10 | +7   |
| 3    | Home United        | 10  | 6 | 3 | 1 | 2 | 9  | 11 | -2   |

### Phase finale
Le tirage au sort de la phase finale a lieu à Kuala Lumpur (Malaisie) le 2 juillet 2019.

#### Phase finale de la zone ASEAN
Les quatre équipes issues de la zone ASEAN (groupes F, G et H) s'affrontent pour déterminer l'équipe qualifiée pour la phase finale.
|  | Demi-finales       | Demi-finales       | Demi-finales | Demi-finales |                    |                    | Finale | Finale | Finale | Finale |
|  |                    |                    |              |              |                    |                    |        |        |        |        |
|  |                    |                    |              |              |                    |                    |        |        |        |        |
|  | Becamex Bình Dương | Becamex Bình Dương | 1            | 1            |                    |                    |        |        |        |        |
|  | Becamex Bình Dương | Becamex Bình Dương | 1            | 1            |                    |                    |        |        |        |        |
|  | PSM Makassar       | PSM Makassar       | 0            | 2            |                    |                    |        |        |        |        |
|  | PSM Makassar       | PSM Makassar       | 0            | 2            | Becamex Bình Dương | Becamex Bình Dương | 0      | 0      |        |        |
|  |                    |                    |              |              | Becamex Bình Dương | Becamex Bình Dương | 0      | 0      |        |        |
|  |                    |                    | Hanoi FC     | Hanoi FC     | 1                  | 1                  |        |        |        |        |
|  | Ceres-Negros       | Ceres-Negros       | Hanoi FC     | Hanoi FC     | 1                  | 1                  | 1      | 1      |        |        |
|  | Ceres-Negros       | Ceres-Negros       |              |              |                    |                    |        | 1      |        |        |
|  | Hanoi FC           | Hanoi FC           | 1            | 2            |                    |                    |        |        |        |        |
|  | Hanoi FC           | Hanoi FC           | 1            | 2            |                    |                    |        |        |        |        |

- Le Hanoi FC se qualifie pour les demi-finales inter-zone de la compétition.

#### Phase finale
Le vainqueur de la zone ASEAN rejoint les sept autres équipes déjà qualifiées via la phase de poules.
|  | Quarts de finale      | Quarts de finale      | Quarts de finale | Quarts de finale |             |             | Demi-finales | Demi-finales | Demi-finales | Demi-finales |  |  | Finale | Finale | Finale | Finale |
|  |                       |                       |                  |                  |             |             |              |              |              |              |  |  |        |        |        |        |
|  |                       |                       |                  |                  |             |             |              |              |              |              |  |  |        |        |        |        |
|  |                       |                       |                  |                  |             |             |              |              |              |              |  |  |        |        |        |        |
|  | Hanoi FC              | Hanoi FC              | 3                | 2                |             |             |              |              |              |              |  |  |        |        |        |        |
|  | Hanoi FC              | Hanoi FC              | 3                | 2                |             |             |              |              |              |              |  |  |        |        |        |        |
|  | FK Altyn Asyr         | FK Altyn Asyr         | 2                | 2                |             |             |              |              |              |              |  |  |        |        |        |        |
|  | FK Altyn Asyr         | FK Altyn Asyr         | 2                | 2                | Hanoi FC    | Hanoi FC    | 2            | 0            |              |              |  |  |        |        |        |        |
|  |                       |                       |                  |                  | Hanoi FC    | Hanoi FC    | 2            | 0            |              |              |  |  |        |        |        |        |
|  |                       |                       | April 25 SC      | April 25 SC      | 2           | 0           |              |              |              |              |  |  |        |        |        |        |
|  | Abahani Limited Dhaka | Abahani Limited Dhaka | April 25 SC      | April 25 SC      | 2           | 0           | 4            | 0            |              |              |  |  |        |        |        |        |
|  | Abahani Limited Dhaka | Abahani Limited Dhaka |                  |                  |             |             |              | 0            |              |              |  |  |        |        |        |        |
|  | April 25 SC           | April 25 SC           | 3                | 2                |             |             |              |              |              |              |  |  |        |        |        |        |
|  | April 25 SC           | April 25 SC           | 3                | 2                | April 25 SC | April 25 SC | 0            | 0            |              |              |  |  |        |        |        |        |
|  |                       |                       |                  |                  | April 25 SC | April 25 SC | 0            | 0            |              |              |  |  |        |        |        |        |
|  |                       |                       | Al Ahed          | Al Ahed          | 1           | 1           |              |              |              |              |  |  |        |        |        |        |
|  | Al Jaish              | Al Jaish              | Al Ahed          | Al Ahed          | 1           | 1           | 3            | 0            |              |              |  |  |        |        |        |        |
|  | Al Jaish              | Al Jaish              |                  |                  |             |             |              |              |              |              |  |  |        |        |        |        |
|  | Al-Jazira             | Al-Jazira             | 0                | 4                |             |             |              |              |              |              |  |  |        |        |        |        |
|  | Al-Jazira             | Al-Jazira             | 0                | 4                | Al-Jazira   | Al-Jazira   | 0            | 0            |              |              |  |  |        |        |        |        |
|  |                       |                       |                  |                  | Al-Jazira   | Al-Jazira   | 0            | 0            |              |              |  |  |        |        |        |        |
|  |                       |                       | Al Ahed          | Al Ahed          | 0           | 1           |              |              |              |              |  |  |        |        |        |        |
|  | Al-Weehdat            | Al-Weehdat            | Al Ahed          | Al Ahed          | 0           | 1           | 0            | 0            |              |              |  |  |        |        |        |        |
|  | Al-Weehdat            | Al-Weehdat            |                  |                  |             |             |              | 0            |              |              |  |  |        |        |        |        |
|  | Al Ahed               | Al Ahed               | 1                | 0                |             |             |              |              |              |              |  |  |        |        |        |        |
|  | Al Ahed               | Al Ahed               | 1                | 0                |             |             |              |              |              |              |  |  |        |        |        |        |
|  |                       |                       |                  |                  |             |             |              |              |              |              |  |  |        |        |        |        |

#### Finale
La finale est prévue le 2 novembre 2019. au Stade Kim Il-sung de Pyongyang en Corée du Nord. Mais, le 22 octobre, en raison d'une décision du gouvernement nord-coréen de bannir toute retransmission télévisée de rencontres de football, l'AFC annonce délocaliser la finale à Shanghai, en Chine afin de pouvoir diffuser l'affrontement. Le 25 octobre suivant, la rencontre est finalement déplacée au 4 novembre et se déroulera à Kuala Lumpur, en Malaisie.
Cette rencontre remportée par Al Ahed donne le premier titre continental à la formation du Liban, pays dont les équipes avaient échoué à deux reprises en finale par le passé (Nejmeh SC en 2005 et Safa SC en 2008). De son côté, l'April 25 SC est la première équipe nord-coréenne à atteindre une finale continentale.
| 4 novembre 2019 | April 25 SC | 0 - 1 | Al Ahed    | Kuala Lumpur Stadium, Kuala Lumpur                   |                                                      |
| 21:00           |             |       | 74e Yakubu | Spectateurs : 500 Arbitrage : Hettikamkanamge Perera | Spectateurs : 500 Arbitrage : Hettikamkanamge Perera |
| 21:00           | Rapport     |       |            | Spectateurs : 500 Arbitrage : Hettikamkanamge Perera | Spectateurs : 500 Arbitrage : Hettikamkanamge Perera |